# Vararia cinnamomea
Vararia cinnamomea är en svampart som beskrevs av Boidin, Lanq. & Gilles 1984. Vararia cinnamomea ingår i släktet Vararia och familjen Lachnocladiaceae.   Inga underarter finns listade i Catalogue of Life.